# نصرة الثائر علی المثل السائر
نصرة الثائر علی المثل السائر اثر صلاح‌الدین صفدی ردّیه‌ای بر کتاب المثل السائر فی ادب الکاتب و الشاعر اثر ضیاءالدین بن اثیر است. شیوهٔ نویسنده آن است که مطلب موردنظر را با «قال» آغاز می‌کند و سپس نظر خود را با گفتن «اقول» بیان می‌کند.